# Inkluse

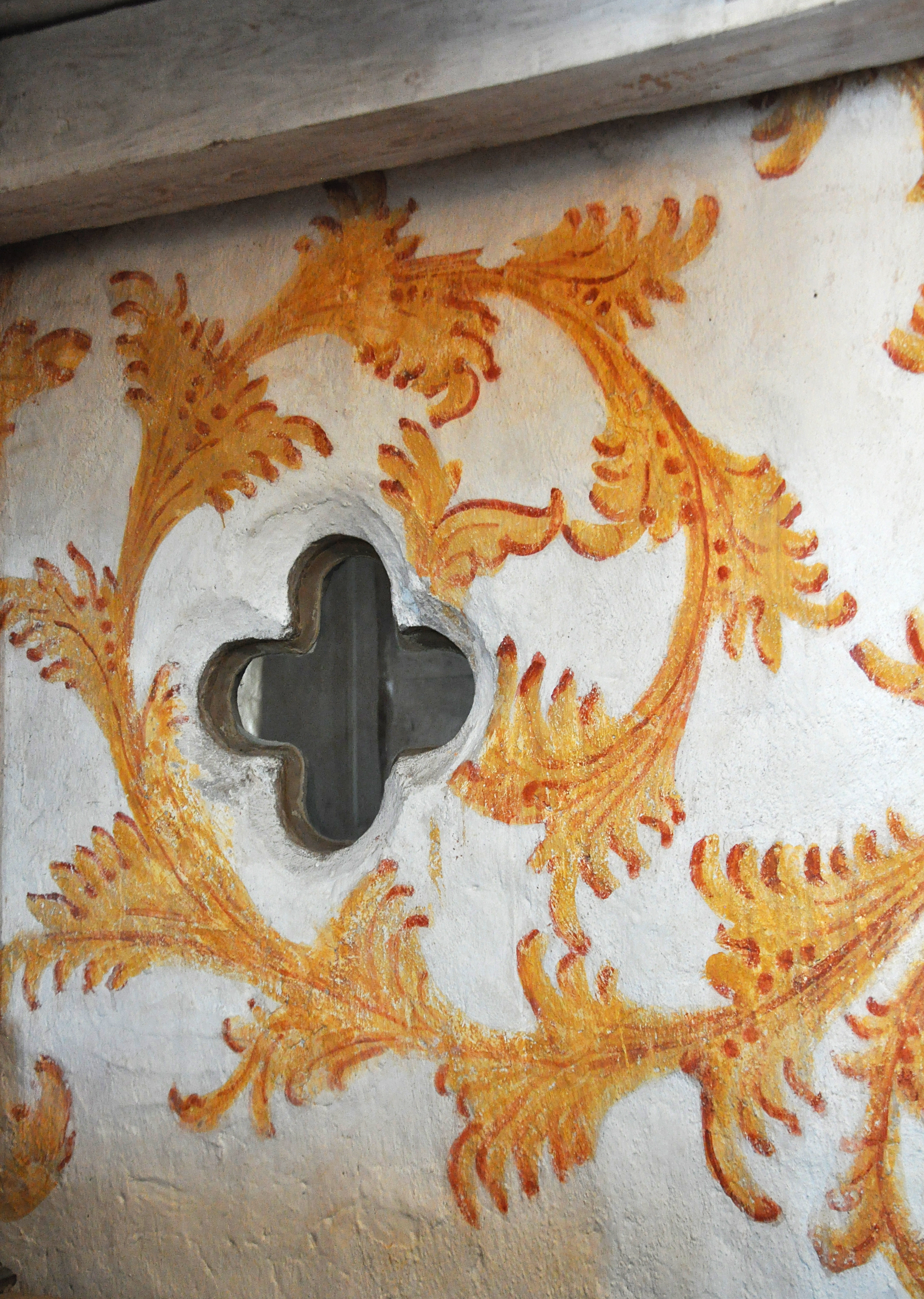
Inklusorium mit Hagioskop in der Kirche von Bro auf Gotland

Inklusen (von lateinisch inclusus „Eingeschlossener“) ließen sich zu einem von Gebet und Askese geprägten Leben in einem Inklusorium einschließen. Durch ihre extreme Form der Weltabgewandtheit mit dem Ziel, Vollkommenheit (perfectio) zu erlangen, genossen Inklusen vor allem im europäischen Mittelalter ein hohes geistliches Ansehen. In ihrem asketischen Prinzip entsprechen sie den frühchristlichen Säulenheiligen des Nahen Ostens.
Im romanischen Sprachraum wurden die Inklusen zumeist als Reklusen (lateinisch reclusus mit identischer Übersetzung) bezeichnet. Im frühen Christentum in Ägypten sind keine Zellen von Inklusen bekannt, in Nubien wurden einzig Inklusorien in Sayala nachgewiesen.

## Inklusorium
Das Inklusorium ist eine Zelle oder ein kleines Haus, das man dann auch als Klause bezeichnet. Das Inklusorium soll an eine Kirche angebaut sein, damit die oder der Inkluse durch ein Hagioskop auf den Altar schauen und der Heiligen Messe folgen sowie die Kommunion empfangen und beichten kann. Das Glas des Fensters ist undurchsichtig oder das Fenster ist mit einem Vorhang verhängt, sodass man den Inklusen von außen nicht sehen kann. Auf der gegenüberliegenden Seite soll ein zweites Fenster angebracht sein, durch das der Inkluse Licht, Luft und das Lebensnotwendige empfängt oder auch mit Ratsuchenden Kontakt halten kann. In der Frühzeit waren die Inklusorien ungeheizt. Ab dem 13. und 14. Jahrhundert wurden die Vorschriften allmählich abgemildert: Inklusorien durften beheizt werden, in vielen Inklusorien bestand aber aufgrund der Bauweise gar nicht die Möglichkeit dazu.
Früher befanden sich Inklusorien meist in Klöstern. Später waren es auch Kleriker oder wohlhabende Familien, die eine Klause stifteten oder für deren Unterhalt sorgten.

## Bekannte weibliche Inklusen
- hl. Verena (um 260–320), in Bad Zurzach, Schweiz
- Liutbirg († um 870)
- Wiborada († 926 in St. Gallen), Märtyrin
- Hiltrud von Lissies († um 970), Asketin
- hl. Aurelia von Regensburg († 1027 in Regensburg)
- Jutta von Sponheim (um 1092–1136) Inkluse auf dem Disibodenberg, Lehrmeisterin der hl. Hildegard
- hl. Hildegard von Bingen (1098–1179) lebte in ihrer Jugend mehrere Jahre als Inkluse
- hl. Ida von Toggenburg (um 1140–1226)
- Eva von Lüttich (um 1190–1265)
- Juliana von Lüttich (1193–1258)
- Juliana von Norwich (um 1342 – nach 1413)
- hl. Dorothea von Montau (1347–1394), Inkluse am Dom zu Marienwerder in Westpreußen
- Elisabeth von Beutnitz (1402–1445), in Beutnitz, Thüringen
- sel. Rosa Flesch (1826–1906) lebte zeitweilig als Inkluse in der Kreuzkapelle an der Wied

## Bekannte männliche Inklusen
- Schio, einer der „13 syrischen Väter“, der sich Mitte des 6. Jahrhunderts in dem von ihm gegründeten Höhlenkloster Schiomghwime in Georgien einmauern ließ
- Fintan von Rheinau (um 803–878), irischer Eremit
- Simeon von Trier (um 980/990–1035), byzantinischer Mönch und Eremit
- Amnichad von Fulda († 1043), irischer Eremit
- Mercherdach, irischer Mönch im 11. Jahrhundert
- Reiner von Osnabrück († 1233)